# Willem
Willem ist eine niederländische Variante des männlichen Vornamens Wilhelm.

## Namensträger

### Vorname
- Willem-Alexander (* 1967), König der Niederlande

- Willem Adelaar (* 1948), niederländischer Linguist
- Willem Barents (um 1550–1597), niederländischer Seefahrer und Entdecker
- Willem Boerdam (1883–1966), niederländischer Fußballspieler
- Willem Ysbrandsz. Bontekoe (1587–1657), niederländischer Seefahrer, Kaufmann und Reiseschriftsteller
- Willem Buytewech (1591/1592–1624), niederländischer Maler, Zeichner und Radierer
- Willem Hendrik Crouwel (1928–2019), niederländischer Grafiker und Hochschullehrer
- Willem Dafoe (* 1955), US-amerikanischer Schauspieler
- Willem Frederik Donath (1889–1957), niederländischer Physiologe und Hygieniker
- Willem Eijmers (1884–1932), niederländischer Fußballschiedsrichter
- Willem Einthoven (1860–1927), niederländischer Arzt
- Willem Fricke (1928–2009), deutscher Schauspieler und Hörspielsprecher
- Willem Grimm (1904–1986), deutscher Maler und Grafiker
- Willem Hesselink (1878–1973), niederländischer Fußballspieler
- Willem Jansz alias „Willem Janssen“ (um 1570–1630), holländischer Seefahrer, offizieller Entdecker Australiens
- Willem Kolff (1911–2009), niederländischer Internist
- Willem Levelt (* 1938), niederländischer Psycholinguist
- Willem Karel Mertens (1893–1945), niederländischer Arzt und Hygieniker
- Willem Johan Herman Mulier (1865–1954), niederländischer Sportfunktionär und Journalist
- Willem Noomen (1923–2014), niederländischer Romanist und Mediävist
- Willem J. Ouweneel (* 1944), niederländischer Biologe, Philosoph und Theologe
- Willem Pijper (1894–1947), niederländischer Komponist
- Willem Roelofs (1822–1897), niederländischer Landschaftsmaler, Zeichner, Lithograph und Entomologe
- Willem Schuth (* 1954), niederländisch-deutscher Politiker, MdEP
- Willem Slijkhuis (1923–2003), niederländischer Mittel- und Langstreckenläufer
- Willem Thijssen (* 1947), niederländischer Filmproduzent und -regisseur
- Willem van de Velde der Ältere (um 1611–1693), niederländischer Maler
- Willem van de Velde der Jüngere (1633–1707), niederländischer Maler
- Willem Vester (1824–1895), niederländischer Landschafts- und Tiermaler
- Willem Willeke (1878–1950), niederländisch-amerikanischer Cellist, Pianist und Musikpädagoge

### Künstlername
- Willem, (eigentlich Wilken F. Dincklage, 1942–1994), deutscher Musiker, Radiomoderator und Schauspieler
- Jan Willem, (eigentlich Wilhelm Hempelmann, 1934–2019), deutscher Sänger, Entertainer und Moderator
- Bernard Willem Holtrop (* 1941), niederländisch-französischer Zeichner und Karikaturist
- Christophe Willem (eigentlich Christophe Durier; * 1983), französischer Sänger

## Varianten

### Kurzformen
- Pim
- Wilm
- Wim

### Familienname
- Willems
- Willeme

## Sonstiges
- „De Willem“, ein Theater im niederländischen Papendrecht

### Spitznamen von Bahnlinien
- Haller Willem von Osnabrück nach Bielefeld
- Zorger Willem von Ellrich nach Zorge
- Wallücker Willem, ehemalige Kleinbahn in Nordrhein-Westfalen